# Ilia, Hunedoara
Ilia là một xã thuộc hạt Hunedoara, România. Dân số thời điểm năm 2002 là 4025 người.